# 米尔茨河谷瓦特贝格
米尔茨河谷瓦特贝格（德語：Wartberg im Mürztal）是奥地利施泰尔马克州米尔茨楚施拉格县的一个市镇。总面积23.68平方公里，总人口2262人，人口密度95.5人/平方公里（31-12-2005年）。